# Henry Bull (escritor)
Henry Bull (falecido em 1577) foi um escritor teológico protestante inglês. Ele é lembrado como um aliado de John Foxe na documentação dos exilados marianos e da história religiosa recente.

## Trabalho
Bull editou a Apologia do Bispo John Hooper (1562) e, no mesmo ano, a Exposição do Salmo de Hooper xxiii. Outros comentários de Hooper sobre três salmos apareceram em Certeine comfortable Expositions of … Master John Hooper on Psalms 23, 62, 72, 77, gathered by Mr. H. B. (1580). Ele também foi o editor de Christian Praiers and Holy Meditacions, que apareceu pela primeira vez em 1570; um trabalho anterior da coleção de Bull foi Orações de Lidley (1566). Christian Praiers foi reimpresso no final do século e pela Parker Society.
A coleção martirológica principal, Certain Most Godly, Fruitful and Comfortable Letters of such True Saintes and Holy Martyrs as in the Late Bloodye Persecution Gave their Lyves, foi publicada em 1564, por Miles Coverdale. Na verdade, foi por Bull.
Bull traduzido de Martin Luther A Commentarie on the Fiftene Psalmes called Psalmi Graduum, impresso por Thomas Vautroullier (1577), com um prefácio de Foxe.